# Étreux
Étreux és un municipi francès situat al departament de l'Aisne i a la regió dels Alts de França. L'any 2007 tenia 1.604 habitants.

## Demografia

### Població
El 2007 la població de fet d'Étreux era de 1.604 persones. Hi havia 697 famílies de les quals 231 eren unipersonals (88 homes vivint sols i 143 dones vivint soles), 214 parelles sense fills, 185 parelles amb fills i 67 famílies monoparentals amb fills.
La població ha evolucionat segons el següent gràfic:
Habitants censats

### Habitatges
El 2007 hi havia 781 habitatges, 717 eren l'habitatge principal de la família, 5 eren segones residències i 59 estaven desocupats. 623 eren cases i 158 eren apartaments. Dels 717 habitatges principals, 432 estaven ocupats pels seus propietaris, 276 estaven llogats i ocupats pels llogaters i 9 estaven cedits a títol gratuït; 4 tenien una cambra, 71 en tenien dues, 130 en tenien tres, 194 en tenien quatre i 318 en tenien cinc o més. 469 habitatges disposaven pel capbaix d'una plaça de pàrquing. A 386 habitatges hi havia un automòbil i a 210 n'hi havia dos o més.

### Piràmide de població
La piràmide de població per edats i sexe el 2009 era:
| Homes | Edats   | Dones |
| ----- | ------- | ----- |
| 0     | 95 o +  | 0     |
| 0     | 90 a 94 | 4     |
| 8     | 85 a 89 | 12    |
| 8     | 80 a 84 | 8     |
| 24    | 75 a 79 | 48    |
| 32    | 70 a 74 | 52    |
| 40    | 65 a 69 | 52    |
| 20    | 60 a 64 | 32    |
| 24    | 55 a 59 | 32    |
| 68    | 50 a 54 | 48    |
| 48    | 45 a 49 | 72    |
| 56    | 40 a 44 | 44    |
| 84    | 35 a 39 | 80    |
| 56    | 30 a 34 | 68    |
| 32    | 25 a 29 | 56    |
| 60    | 20 a 24 | 44    |
| 44    | 15 a 19 | 64    |
| 52    | 10 a 14 | 76    |
| 64    | 5 a 9   | 96    |
| 64    | 0 a 4   | 16    |

## Economia
El 2007 la població en edat de treballar era de 1.080 persones, 687 eren actives i 393 eren inactives. De les 687 persones actives 553 estaven ocupades (319 homes i 234 dones) i 134 estaven aturades (67 homes i 67 dones). De les 393 persones inactives 123 estaven jubilades, 81 estaven estudiant i 189 estaven classificades com a «altres inactius».

### Ingressos
El 2009 a Étreux hi havia 677 unitats fiscals que integraven 1.522 persones, la mediana anual d'ingressos fiscals per persona era de 14.877 €.

### Activitats econòmiques
Dels 50 establiments que hi havia el 2007, 1 era d'una empresa extractiva, 1 d'una empresa alimentària, 1 d'una empresa de fabricació de material elèctric, 1 d'una empresa de fabricació d'altres productes industrials, 4 d'empreses de construcció, 14 d'empreses de comerç i reparació d'automòbils, 6 d'empreses de transport, 3 d'empreses d'hostatgeria i restauració, 2 d'empreses financeres, 3 d'empreses immobiliàries, 2 d'empreses de serveis, 11 d'entitats de l'administració pública i 1 d'una empresa classificada com a «altres activitats de serveis».
Dels 11 establiments de servei als particulars que hi havia el 2009, 1 era una oficina de correu, 1 una oficina bancària, 2 tallers de reparació d'automòbils i de material agrícola, 1 fusteria, 2 lampisteries, 1 electricista, 1 perruqueria i 2 restaurants.
Dels 6 establiments comercials que hi havia el 2009, 1 era un supermercat, 1 una botiga de menys de 120 m², 1 una fleca, 1 una peixateria i 2 drogueries.
L'any 2000 a Étreux hi havia 7 explotacions agrícoles.

## Equipaments sanitaris i escolars
El 2009 hi havia 1 farmàcia i 1 ambulància.
El 2009 hi havia una escola elemental.

## Poblacions més properes
El següent diagrama mostra les poblacions més properes.